# TT366
La tombe thébaine TT 366 est située à El-Assasif, dans la nécropole thébaine, sur la rive ouest du Nil, face à Louxor en Égypte.
C'est la sépulture de Djar, gardien du roi dans l'intérieur du palais à la XIe dynastie.